# Bolognetti (famiglia)
I Bolognetti erano un'antica famiglia nobile bolognese, discendente da un Bolognetto degli Atti (XIII Sec.) per cognomizzazione del nome, dove già godevano del titolo di conti almeno dal XIV secolo.
Si trasferirono a Roma nel Cinquecento grazie a Giovanni Battista che nel 1567 venne nominato segretario apostolico e prese casa nel rione Sant'Eustachio, sposando Cassandra de' Cavalieri.
I Bolognetti ebbero sepoltura in Bologna nella Basilica di Santa Maria dei Servi (Cappella Bolognetti) ed in San Giovanni in Monte.
Dal XVII secolo, in Roma nella Chiesa di Gesù e Maria (Diaconia dei Santissimi Nomi di Gesù e Maria in via Lata).

## Storia
Il primogenito del ramo romano fu Ulisse, mentre tra i suoi nipoti, nati da suo figlio Giovanni Battista, si possono citare Giovanni che fu cavaliere di Malta, Giorgio, vescovo di Rieti e nunzio pontificio in Francia, Mario, luogotenente generale delle galere pontificie e Cavaliere di Malta. Inoltre i cugini Ercole, che fu teologo e Alberto che venne nominato cardinale e che fu Nunzio Apostolico in Toscana, Venezia e in Polonia.
Tra i rappresentanti più rilevanti dei Bolognetti romani di terza generazione troviamo: 
- Giorgio, vescovo di Rieti, a cui era pervenuto un ingente patrimonio di famiglia, che acquistò la chiesa di Gesù e Maria al Corso per farne la chiesa di famiglia ottenendone lo juspatronato. Ne ultimò la costruzione (che aveva trovato interrotta) e la decorazione degli interni e dell'esterno e l'esecuzione dei quattro monumenti sepolcrali all'interno della chiesa. Commissionò il proprio monumento, il gruppo di Ercole e Luigi Bolognetti e quello di Pietro e Francesco Bolognetti a Francesco Cavallini, quello di Mario Bolognetti luogotenente generale delle galere pontificie (da non confondersi con il Card. Mario Bolognetti) è di Francesco Aprile.
- Paolo che, erede di Giorgio vescovo di Rieti, acquistò dagli Orsini nel 1692 il feudo di Vicovaro con l'annesso titolo di principe.
- Ferdinando, II principe di Vicovaro.
Nel 1775, con la morte di Giacomo, la famiglia si estinse ma, grazie al matrimonio di sua sorella Maria Anna (25 settembre 1723) con Virginio Cenci, il cognome materno fu trasmesso al di lei figlio Girolamo, dando inizio al casato dei Cenci Bolognetti che arriva sino ad oggi con l'attuale X principe ed i suoi discendenti.

## Principi di Vicovaro
- Paolo, I principe di Vicovaro
- Ferdinando, II principe di Vicovaro
- Giacomo (m. 1772), III principe di Vicovaro

Casata estinta. Titoli passati ai Cenci Bolognetti